# George Bell (pintor)
George Frederick Henry Bell (Kew, 1 de diciembre de 1878-Melbourne,22 de octubre de 1966) fue un pintor, profesor, crítico, retratista, violinista y artista de guerra australiano.

## Biografía
Nació en Kew, Victoria, hijo de George Bell y su esposa Clara Bowler, y se educó en Kew High School. Estudió en la Escuela de Arte de la Galería Nacional de Victoria de 1895 a 1903. y continuó sus estudios en París y Londres a principios del siglo XX.
Durante la Primera Guerra Mundial trabajó primero como profesor y luego en una fábrica de municiones. Desde octubre de 1918 hasta finales de 1919 fue artista de guerra oficial de la 4ª División de la Fuerza Imperial Australiana.
La principal pintura de guerra de Bell sobre la Batalla de Hamel es Dawn at Hamel 4 July 1918, se completó en Australia en 1921 y ahora cuelga en el Memorial de Guerra Australiano.
La colección de Ballarat Fine Art Gallery incluye su obra titulada The Conversation. Una de sus primeras pinturas formales, The Conversation fue pintada mientras estaba en el extranjero y se exhibió por primera vez en la Modern Society of Portrait Painters en 1911.
En 1932, él y Arnold Shore abrieron una escuela de arte en 443 Bourke Street, Melbourne, que se convirtió en el centro del arte moderno en Melbourne. Sus estudiantes a lo largo de los años incluyeron a Russell Drysdale, Sali Herman y Bill Salmon. Más tarde, en 1932, formó el Grupo Contemporáneo de Melbourne. En 1934, realizó un largo viaje de estudios a Inglaterra, donde se interesó por la obra de Iain MacNab. En 1937, el entonces fiscal general federal, Robert Menzies, intentó establecer la Academia Australiana de Arte, un equivalente australiano de la Real Academia de Arte. Bell fue el principal oponente del plan y un portavoz del «arte moderno», y mantuvo una discusión pública prolongada con Menzies, formando la Sociedad de Arte Contemporáneo de la cual Bell se convirtió en presidente fundador. Los artistas asociados con Bell y la Sociedad de Arte Contemporáneo incluyeron a Constance Stokes y Sali Herman.
Fue nombrado Oficial de la Orden del Imperio Británico (OBE) en 1966. Murió en su casa en Toorak, Melbourne el mismo año, le sobreviven su esposa e hija.

## Publicaciones
- Williams, Fred (197). «Bell, George Frederick Henry (1878–1966)». Australian Dictionary of Biography (en inglés) (Carlton, Victoria: Melbourne University Press) 7.